# Montanejos
Montanejos è un comune spagnolo di 414 abitanti situato nella comunità autonoma Valenciana.